# Coppa Sabatini
Coppa Sabatini – kolarski wyścig jednodniowy, rozgrywany we Włoszech od 1952. Początkowo zaliczany do cyklu UCI Europe Tour, w którym posiadał kategorię 1.1, a od 2020 do cyklu UCI ProSeries. Start i meta wyścigu znajduje się Peccioli, w regionie Toskania.
Najlepszym rezultatem osiągniętym w wyścigu przez Polaka było 5. miejsce zajęte przez Krzysztofa Szczawińskiego w 2005 roku.

## Zwycięzcy
Opracowano na podstawie:
| Rok  | Pierwsze                 | Drugie                 | Trzecie              |
| ---- | ------------------------ | ---------------------- | -------------------- |
| 1952 | Primo Volpi              | Enzo Nannini           | Rino Angelini        |
| 1953 | Primo Volpi              | Odino Bardarelli       | Dante Rivola         |
| 1954 | Rino Benedetti           | Bruno Landi            | Bruno Tognaccini     |
| 1955 | Angelo Miserocchi        | Luciano Morini         | Giuseppe Pintarelli  |
| 1956 | Idrio Bui                | Guido Carlesi          | Lino Grassi          |
| 1957 | Gianbattista Gabelli     | Giacomo Fini           | Vinicio Marsili      |
| 1958 | Giuseppe Pardini         | Vinicio Marsili        | Franco Boschi        |
| 1959 | Rino Benedetti           | Giuseppe Fallarini     | Graziano Battistini  |
| 1960 | Graziano Battistini      | Cleto Maule            | Armando Casodi       |
| 1961 | Dino Bruni               | Giuseppe Pardini       | Jos Hoevenaers       |
| 1962 | Alfredo Sabbadin         | Ercole Baldini         | Luigi Maserati       |
| 1963 | Dino Bruni               | Bruno Mealli           | Walter Leto          |
| 1964 | Italo Zilioli            | Graziano Battistini    | Franco Bitossi       |
| 1965 | Luciano Armani           | Graziano Battistini    | Ugo Colombo          |
| 1966 | Franco Bitossi           | Luciano Armani         | Tommaso de Pra       |
| 1967 | Michele Dancelli         | Franco Bitossi         | Luciano Armani       |
| 1968 | Franco Bitossi           | Wladimiro Panizza      | Renato Laghi         |
| 1969 | Romano Tumellero         | Gianfranco Bianchin    | Franco Mori          |
| 1970 | Gösta Pettersson         | Patrick Sercu          | Mauro Simonetti      |
| 1971 | Roberto Poggiali         | Adriano Amici          | Donato Giuliani      |
| 1972 | Antoon Houbrechts        | Albert Van Vlierberghe | Enrico Maggioni      |
| 1973 | Mauro Simonetti          | Roger De Vlaeminck     | Franco Bitossi       |
| 1974 | Wilmo Francioni          | Donato Giuliani        | Franco Bitossi       |
| 1975 | Giovanni Battaglin       | Celestino Vercelli     | Pierino Gavazzi      |
| 1976 | Piero Spinelli           | Giacinto Santambrogio  | Wilmo Francioni      |
| 1978 | Francesco Moser          | Giuseppe Saronni       | Franco Bitossi       |
| 1979 | Leonardo Mazzantini      | Graziano Salvietti     | Carmelo Barone       |
| 1980 | Gianbattista Baronchelli | Giuseppe Saronni       | Francesco Moser      |
| 1981 | Claudio Bortolotto       | Giancarlo Casiraghi    | Alessandro Paganessi |
| 1982 | Giuseppe Saronni         | Pierino Gavazzi        | Francesco Moser      |
| 1983 | Moreno Argentin          | Davide Cassani         | Marino Lejarreta     |
| 1984 | Silvano Contini          | Pierino Gavazzi        | Claudio Corti        |
| 1985 | Marino Amadori           | Acácio da Silva        | Marino Lejarreta     |
| 1986 | Jean-François Bernard    | Jaanus Kuum            | Marco Giovannetti    |
| 1987 | Gianni Bugno             | Pierino Gavazzi        | Walter Magnago       |
| 1988 | Claudio Corti            | Laurent Bezault        | Marco Votolo         |
| 1989 | Maurizio Fondriest       | Antonio Fanelli        | Jürg Bruggmann       |
| 1990 | Moreno Argentin          | Andreas Kappes         | Maurizio Fondriest   |
| 1991 | Franco Chioccioli        | Stefano Colagè         | Franco Ballerini     |
| 1992 | Stefano Zanini           | Andrei Tchmil          | Simone Biasci        |
| 1993 | Claudio Chiappucci       | Giorgio Furlan         | Pēteris Ugrjumovs    |
| 1994 | Maurizio Fondriest       | Francesco Casagrande   | Claudio Chiappucci   |
| 1995 | Davide Cassani           | Alessio Di Basco       | Stefano Colagè       |
| 1996 | Bjarne Riis              | Gianni Faresin         | Claudio Chiappucci   |
| 1997 | Andrea Tafi              | Alessandro Bertolini   | Davide Rebellin      |
| 1998 | Emmanuel Magnien         | Michele Bartoli        | Davide Rebellin      |
| 1999 | Dmitrij Konyszew         | Marco Serpellini       | Mauro Zanetti        |
| 2000 | Andrei Tchmil            | Gianni Faresin         | Sergio Barbero       |
| 2001 | Dmitrij Konyszew         | Serge Baguet           | Paolo Bettini        |
| 2002 | Paolo Bettini            | Andrea Ferrigato       | Ruggero Marzoli      |
| 2003 | Paolo Bossoni            | Luca Paolini           | Mirko Celestino      |
| 2004 | Jan Ullrich              | Franco Pellizotti      | Michael Boogerd      |
| 2005 | Alessandro Bertolini     | Rinaldo Nocentini      | Mirko Celestino      |
| 2006 | Giovanni Visconti        | Ruggero Marzoli        | Enrico Gasparotto    |
| 2007 | Giovanni Visconti        | Fränk Schleck          | Mychajło Chaliłow    |
| 2008 | Mychajło Chaliłow        | Filippo Pozzato        | Stefano Garzelli     |
| 2009 | Philippe Gilbert         | Giovanni Visconti      | Leonardo Bertagnolli |
| 2010 | Riccardo Riccò           | Marco Marcato          | Leonardo Bertagnolli |
| 2011 | Enrico Battaglin         | Davide Rebellin        | Daniel Moreno        |
| 2012 | Fabio Duarte             | Miguel Ángel Rubiano   | Matteo Rabottini     |
| 2013 | Diego Ulissi             | Andrea Pasqualon       | Davide Villella      |
| 2014 | Sonny Colbrelli          | Mauro Finetto          | Franco Pellizotti    |
| 2015 | Eduard Prades            | Maurits Lammertink     | Mauro Finetto        |
| 2016 | Sonny Colbrelli          | Andrea Pasqualon       | Carlos Barbero       |
| 2017 | Andrea Pasqualon         | Sonny Colbrelli        | Francesco Gavazzi    |
| 2018 | Juan José Lobato         | Sonny Colbrelli        | Gianni Moscon        |
| 2019 | Aleksiej Łucenko         | Sonny Colbrelli        | Simone Velasco       |
| 2020 | Dion Smith               | Andrea Pasqualon       | Alaksandr Rabuszenka |
| 2021 | Michael Valgren          | Sonny Colbrelli        | Mathieu Burgaudeau   |
| 2022 | Daniel Felipe Martínez   | Odd Christian Eiking   | Guillaume Martin     |
| 2023 | Marc Hirschi             | Pawieł Siwakow         | Tadej Pogačar        |
| 2024 | Marc Hirschi             | Gregor Mühlberger      | Anders Foldager      |